# Мягичево
Мягичево — деревня в Алёховщинском сельском поселении Лодейнопольского района Ленинградской области.

## История
В конце XIX — начале XX века деревня административно относилась к Красноборской волости 2-го стана 2-го земского участка Тихвинского уезда Новгородской губернии.

МЯГИЧЕВО — деревня Ольховского сельского общества, число дворов — 15, число домов — 15, число жителей: 33 м. п., 21 ж. п.; 

Занятие жителей — земледелие, лесные заработки. Мелочная лавка. (1910 год)

Согласно карте Ленинградской области Северо-западного аэрогеодезического треста ГГУ издания 1932 года деревня насчитывала 6 крестьянских дворов.
По данным 1933 года деревня Мягичево входила в состав Ольховского сельсовета Оятского района.

Деревня Мягичево на карте РККА 1940 года

По данным 1966 года деревня Мягичево также входила в состав Ольховского сельсовета.
По данным 1973 и 1990 годов деревня Мягичево входила в состав Ребовического сельсовета.
В 1997 и 2002 годах в деревне Мягичево Тервенической волости не было постоянного населения.
В 2007, 2010 и в 2014 году в деревне Мягичево Алёховщинского СП также не было зарегистрировано постоянного населения.

## География
Деревня расположена в юго-восточной части района к востоку от автодороги 41К-240 (Тервеничи — Ребовичи).
Расстояние до административного центра поселения — 12 км.
Расстояние до ближайшей железнодорожной станции Лодейное Поле — 84 км.
К северу от деревни расположено Твердовское болото, к югу — озеро Корныхино и река Капша.

## Демография
| 1910 | 1997 | 2007 | 2010 | 2014 | 2015 | 2016 |
| ---- | ---- | ---- | ---- | ---- | ---- | ---- |
| 54   | ↘0   | →0   | →0   | →0   | →0   | →0   |
| 2017 |      |      |      |      |      |      |
| →0   |      |      |      |      |      |      |

Согласно данным Всероссийской переписи населения 2021 года постоянного населения в деревне не было.

## Инфраструктура
На 1 января 2014 года в деревне было зарегистрировано частных жилых домов — 9
На 1 января 2015 года в деревне не было постоянного населения.